# Moff Gideon
Moff Gideon é um personagem fictício da franquia Star Wars que apareceu pela primeira vez, na série de televisão do Disney Plus The Mandalorian. Gideon é o líder de um remanescente do Império Galáctico caído e tenta capturar o jovem alienígena Grogu, que está sendo protegido pelo personagem-título da série.

## Aparências

### História
Poucos detalhes de sua história foram revelados. Gideon era anteriormente um agente do Bureau de Segurança Imperial, um braço secreto de inteligência e polícia secreta do Império Galáctico. Antes dos eventos de Mandalorian, Gideon desempenhou um papel no Grande Expurgo, uma opressiva operação de combate contra uma cultura conhecida como Mandaloriana, que resultou na morte de muitos deles e na dispersão dos sobreviventes pela galáxia. Gideon conhece informações sobre o personagem-título do programa, também conhecido como "O Mandaloriano", incluindo sua identidade, devido ao seu papel no Expurgo. O termo "Moff" é um título para um oficial imperial de alto escalão que serviu como governador de um setor específico do espaço para o Império. Seu primeiro uso remonta ao filme Star Wars (1977) original, mais notavelmente com o personagem Grand Moff Tarkin, embora a palavra "Moff" não seja usada nesse filme e o personagem seja apenas identificado por esse título nos créditos finais.
A vida de Gideon mudou drasticamente após a queda do Império, e ele se tornou um senhor da guerra liderando seu próprio remanescente Imperial. Como o personagem Cara Dune afirma no programa, era amplamente aceito que Gideon havia sido executado por crimes de guerra antes do início da série. Em The Mandalorian, Gideon está tentando capturar um jovem alienígena Grogu, também conhecido como "A Criança", para extrair seu sangue para os experimentos secretos do Dr. Pershing, e para isso ele colocou uma pesada reconpença na sua cabeça fazendo que criminosos de toda a Galáxia ficassem atrás dele. Pouco antes da primeira aparição de Gideon em The Mandalorian, ele despachou suas forças para eliminar a tribo Mandaloriana no planeta Nevarro depois que eles revelaram sua presença lá durante o episódio "Capítulo 3: O Pecado".

#### Primeira temporada
Gideon fez sua primeira aparição em "Capítulo 7: O Acerto de Contas", o penúltimo episódio da primeira temporada de The Mandalorian. Ele aparece pela primeira vez quando entra em contato com "O Cliente", um operativo sem nome que trabalha para obter Grogu para Gideon. O cliente está se encontrando com o caçador de recompensas Greef Karga e seu associado Cara Dune em uma cantina no planeta Nevarro. Ele tem a impressão de que Greef trouxe Grogu até ele, junto com o Mandalorian preso, que estava tentando proteger Grogu do Império. Na realidade, Grogu não está com eles, e o encontro é uma armadilha preparada pelo Mandaloriano e seus aliados para matar o Cliente e seus assaltantes. Quando Gideon contata o cliente durante a reunião, o cliente garante que ele tem Grogu sob sua custódia. Gideon sugere que não é o caso, então ordena que um esquadrão de seus Soldados da Morte abra fogo na cantina, matando o Cliente e suas tropas. Depois disso, a cantina é cercada por stormtroopers e Death Troopers, e Gideon pousa seu caça TIE modificado fora do prédio e emerge, informando ao preso Mandaloriano, Cara e Greef que ele quer Grogu.
Gideon retorna no episódio final da temporada, "Capítulo 8: Redenção", no qual ele fala com o Mandaloriano e seu grupo de fora da cantina, exigindo que entreguem Grogu a ele. Gideon revela que conhece detalhes secretos sobre todos eles, e se refere ao Mandaloriano por seu nome real, Din Djarin, marcando a primeira vez que esse nome foi revelado no show. Quando o andróide IG-11 chega para ajudar o Mandaloriano e seus aliados, um breve tiroteio começa entre eles e os stormtroopers. Durante esta luta, Gideon fere gravemente e quase mata o Mandaloriano ao atirar em um gerador de energia perto dele, causando uma explosão.
O Mandaloriano e seu grupo escapam dos Imperiais, mas Gideon mais tarde os encontra em outro lugar do planeta, onde Gideon os ataca de cima com seu lutador TIE enquanto eles estão no chão. O Mandaloriano usa sua Mochila a Jato para voar atrás e atacar o caça estelar de Gideon, conectando seu gancho na asa após se agarrar brevemente ao topo do caça TIE no ar. Ele coloca uma carga explosiva na nave e ela explode, fazendo com que o caça TIE danificado caia à distância, o que permite que Mandaloriano e seus aliados escapem. Na cena final do episódio e da temporada, Gideon é mostrado como tendo sobrevivido ao acidente, e ele se extrai dos destroços cortando o exterior de metal do lutador TIE com o Sabre Escuro, um sabre de luz de lâmina preta que é um antigo artefato Mandaloriano.

#### Segunda temporada
No "Capítulo 11: A Herdeira", Gideon é contatado pelo capitão de um cargueiro Imperial na lua oceânica Trask, que estava sob cerco pelo Mandaloriano e um grupo de outros guerreiros Mandalorianos liderados por Bo-Katan Kryze, que tem como alvo Navios de carga imperiais na esperança de recuperar o Sabre Sombrio. Julgando o navio condenado, Gideon ordena ao capitão que o destrua e todos a bordo. Os Mandalorianos conseguem evitar a destruição do navio, embora o capitão cometa suicídio, com mais medo de Gideon do que de Bo-Katan Kryze.
O plano de Gideon é parcialmente revelado no "Capítulo 12: O Cerco", no qual o Mandalorian, Greef, Cara e seu companheiro Mythrol se infiltram em uma instalação secreta de clonagem em uma base Imperial em Nevarro. Lá, eles descobrem vários corpos encerrados em tanques e uma mensagem gravada do Dr. Pershing para Gideon. Pershing afirma que ele requer acesso ao sangue de Grogu, que é necessário para fornecer ao corpo sensibilidade à Força. No entanto, vários dos experimentos resultaram em fracasso. Gideon faz uma aparição física no final do episódio, em uma câmara cheia de darktroopers, a bordo de seu cruzador. Uma oficial o informa que o Mandaloriano ainda está na posse de Grogu e que um farol de rastreamento foi colocado em sua nave, o Razor Crest.
No "Capítulo 14: A Tragédia", Gideon rastreia o Mandaloriano até Tython e envia duas naves de Stormtroopers para capturar Grogu. Enquanto o Mandaloriano e os recém-chegados Boba Fett e Fennec Shand lutam contra eles, eles falham em evitar que Grogu seja levado por quatro das Tropas Negras de Gideon, e a Razor Crest de ser destruída por um ataque orbital do cruzador de Gideon. Escapando com Grogu, Gideon o testemunha usando seus poderes da Força em dois stormtroopers que ele joga ao redor de sua cela, antes de atordoá-lo e se preparar para levá-lo ao Dr. Pershing para completar a transfusão de sangue.
No "Capítulo 16: O Resgate", o Mandaloriano e sua equipe se infiltram na nave de Gideon, onde Grogu é mantido como refém. Gideon oferece Grogu ao Mandaloriano com a condição de que ele deixe o navio. No entanto, Gideon ataca o Mandaloriano com o Sabre Negro. O Mandaloriano vence o duelo e entrega Gideon para Cara Dune. Quando o Mandaloriano tenta dar o Sabre Negro para Bo-Katan, Gideon revela que o portador da lâmina pode reivindicar o trono de Mandalore e a lâmina só pode ser ganha na batalha. Um esquadrão de dark troopers tenta resgatar Gideon, mas são destruídos por Luke Skywalker, que veio para levar Grogu para que ele fosse treinado como um Jedi. Derrotado, Gideon tenta o suicídio, mas é frustrado e levado sob custódia.